# Kryoturbation

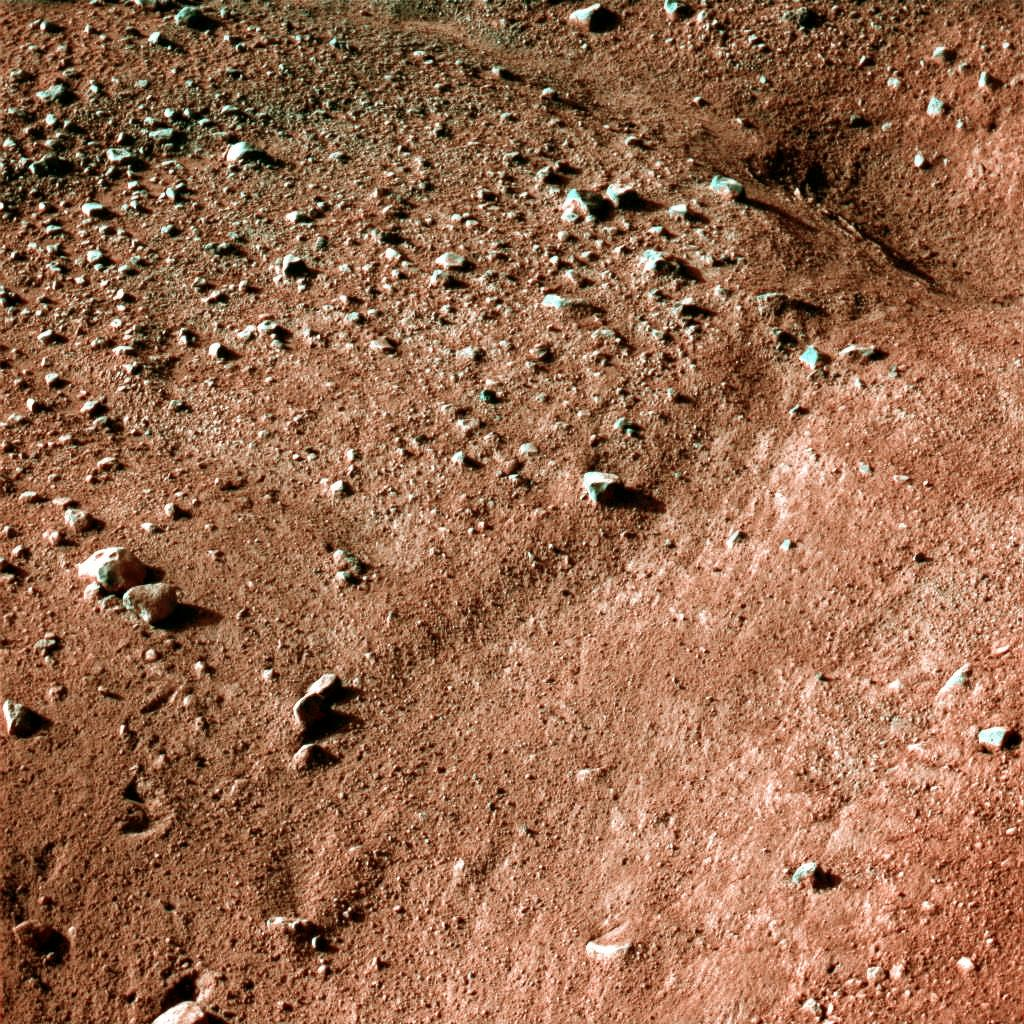
Kryoturbation på grund av permafrost på planeten Mars. Froststrukturerna har polygonform.

Kryoturbation är omblandning av jordarter vid markytan orsakad av växlande tjäle och upptining av marken. Förekomsten är särskilt vanlig där permafrost förekommer. Rymdsonden Phoenix har tagit bilder av kryoturbation på planeten Mars.